# Cratone del Kaapvaal

La posizione del cratone del Kaapvaal rispetto alle attuali nazioni dell'Africa del Sud.

Il cratone del Kaapvaal (il cui centro è nell'attuale Provincia del Limpopo nel Sudafrica) viene considerato, assieme al cratone Pilbara nell'Australia Occidentale, l'unico residuo della primitiva crosta terrestre risalente a 3,6-2,5 miliardi di anni fa. La similarità delle sequenze rocciose di entrambi questi cratoni, specialmente delle sovrastanti sequenze del tardo Archeano, hanno fatto ipotizzare che facessero un tempo assieme parte dell'antico supercontinente Vaalbara.

## Descrizione
Il cratone del Kaapvaal copre un'area di circa 1 200 000 km² (460 000 mi²) e risulta unito a nord al cratone dello Zimbabwe dalla cintura del Limpopo. A sud e ovest il cratone è fiancheggiato da orogeni del Proterozoico, a est dal monoclinale dei Monti Lebombo che contiene rocce magmatiche del Giurassico risalenti alla frammentazione del supercontinente Gondwana.
Il cratone del Kaapvaal si formò e stabilizzò tra 3,7 e 2,6 miliardi di anni fa con la messa in posto di grandi batoliti granitiche che si ispessirono e stabilizzarono la crosta continentale durante le prime fasi di un magmatismo da arco vulcanico e di un ciclo di sedimentazione. Il cratone è un misto di graniti da terrane di una cintura di rocce verdi risalente all'inizio dell'Archeano (3,5-3,0 miliardi di anni fa) e di più vecchi gneiss tonalitici (3,7-3,6 miliardi di anni fa) intrusi da una varietà di graniti plutonici (3,3-3,0 miliardi di anni fa). Si ritiene che la successiva evoluzione del cratone del Kaapvaal (3,0-2,7 miliardi di anni fa) sia associata alla collisione continente-arco vulcanico che provocò la sovrapposizione di una successione di bacini riempiti con spesse sequenze di rocce vulcaniche e sedimentarie. La crosta dell'Archeano è ben esposta sul fianco orientale del cratone e comprende un collage di subdomini e blocchi crostali caratterizzati da rocce magmatiche ben identificabili e dalle loro deformazioni.
Il metamorfismo del tardo Archeano unì la zona marginale meridionale del cratone del Kaapvaal alla zona marginale settentrionale del cratone dello Zimbabwe (tra 2,8 e 2,5 miliardi di anni fa) attraverso l'orogenesi della cintura del Limpopo lunga 250 km. La cintura ha una zona in direzione est-nordest di facies tettoniche di granulite che separa i terrane granitoidi-pietra verde dei due cratoni del Kaapvaal e dello Zimbabwe.

## Zona centrale del Limpopo
L'evoluzione crostale della Zona Centrale del Limpopo può essere riassunta in tre periodi principali determinati dalle seguenti epoche: 3,2-2,9 miliardi di anni fa, 2,6 miliardi di anni fa e 2,0 miliardi di anni fa. I primi due periodi sono caratterizzati da un'attività magmatica che porta alla formazione del complesso tonalite-trondhjemite-granodiorite archeano (TTG) come gli gneiss di Sand River e l'intrusione dei graniti di Bulai. Le condizioni metamorfiche del Proterozoico produssero una fusione selettiva delle rocce che andò a formare granito in grande quantità.
Non vi è alcuna indicazione che la successione dal Neoarcheano al Paleoproterozoico del cratone sia stata originata dall'evento orogenico 2,65-2,70 miliardi di anni fa conservato nel Complesso Metamorfico di Limpopo. Tuttavia, i recenti red bed del Sideriano contengono zirconi  così come molti zirconi detritici datati sui 2 miliardi di anni. Ciò implica che il Complesso di Limpopo, insieme al cratone dello Zimbabwe, si unì al cratone del Kaapvaal solo circa 2 miliardi di anni fa durante la formazione della cintura di Magondi, che a sua volta produsse i voluminosi red bed dell'Africa meridionale. Testimonianze della stratificazione orizzontale e dell'erosione fluviale può essere trovata in tutto il massiccio del Waterberg, all'interno della Zona Centrale del Limpopo.